# Телевизијски пилот
Пилот епизода или телевизијски пилот је израз који у телевизијској продукцији означава емисију израђену у намери да послужи као дeо, односно подстакне снимање једне шире целине, најчешће игране телевизијске серије.
Назив долази из енглеског језика (pilot episode, television pilot), с обзиром да се таква пракса први пут развила у САД где су од самих почетака постојале приватне комерцијалне телевизијске мреже које су конкурирале једна другима у борби за гледаоце и оглашиваче. У таквим условима аутори ТВ програма односно независне продукцијске компаније ТВ кућама нуде пројекте који у доста случајева захтевају високе трошкове продукције. Пилот емисија се зато снима како би управи великих ТВ кућа помогла да донесе одлуку хоће ли ТВ серија снимати или не.
Пилот епизоде се понекад снимају искључиво за чланове управе (и/или представнике водећих оглашивача). Трошкови снимања таквих емисија су минимални, а оне обично трају далеко краће од редовне емисије такве врсте. Класичан примјер су пилот епизоде америчких драмских серија које трају 5-20 уместо стандардних 42 минута. Такве пилот емисије се називају костур пилотима или огољеним пилотима (bare bones pilot). Њих шира публика у правилу никада не види, осим ако није реч о изузетно популарној серији с најфанатичнијим поклоницима спремнима такав материјал узети из колекционарских побуда.
Пилот емисије, с друге стране, могу некада бити јавно емитоване у настојању да се тестира евентуална будућа гледаност односно реакције оглашивача. Такве пилот епизоде су у правилу не само скупље, него имају и дуже трајање од уобичајених епизода. То је делом због разлога што се неке од тих серија морају публику упознати с детаљима заплета или ликовима на које се после у редовним епизодама неће морати обраћати толика пажња. Пилот епизоде понекад завршавају с клифангером у настојању да се побуди интерес публике за новим наставцима.
Пилот епизоде, уколико је реч о играној телевизијској серији драмског типа, се јавно емитују као телевизијски филмови или мини-серије те понекад могу послужити као заокружена целина уколико ТВ мрежа одлучи да се предложена ТВ серија не емитује.